# Sybra obliquemaculata
Sybra obliquemaculata är en skalbaggsart som beskrevs av Stefan von Breuning 1942. Sybra obliquemaculata ingår i släktet Sybra och familjen långhorningar.
Artens utbredningsområde är Filippinerna. Inga underarter finns listade i Catalogue of Life.